# Lancair Legacy

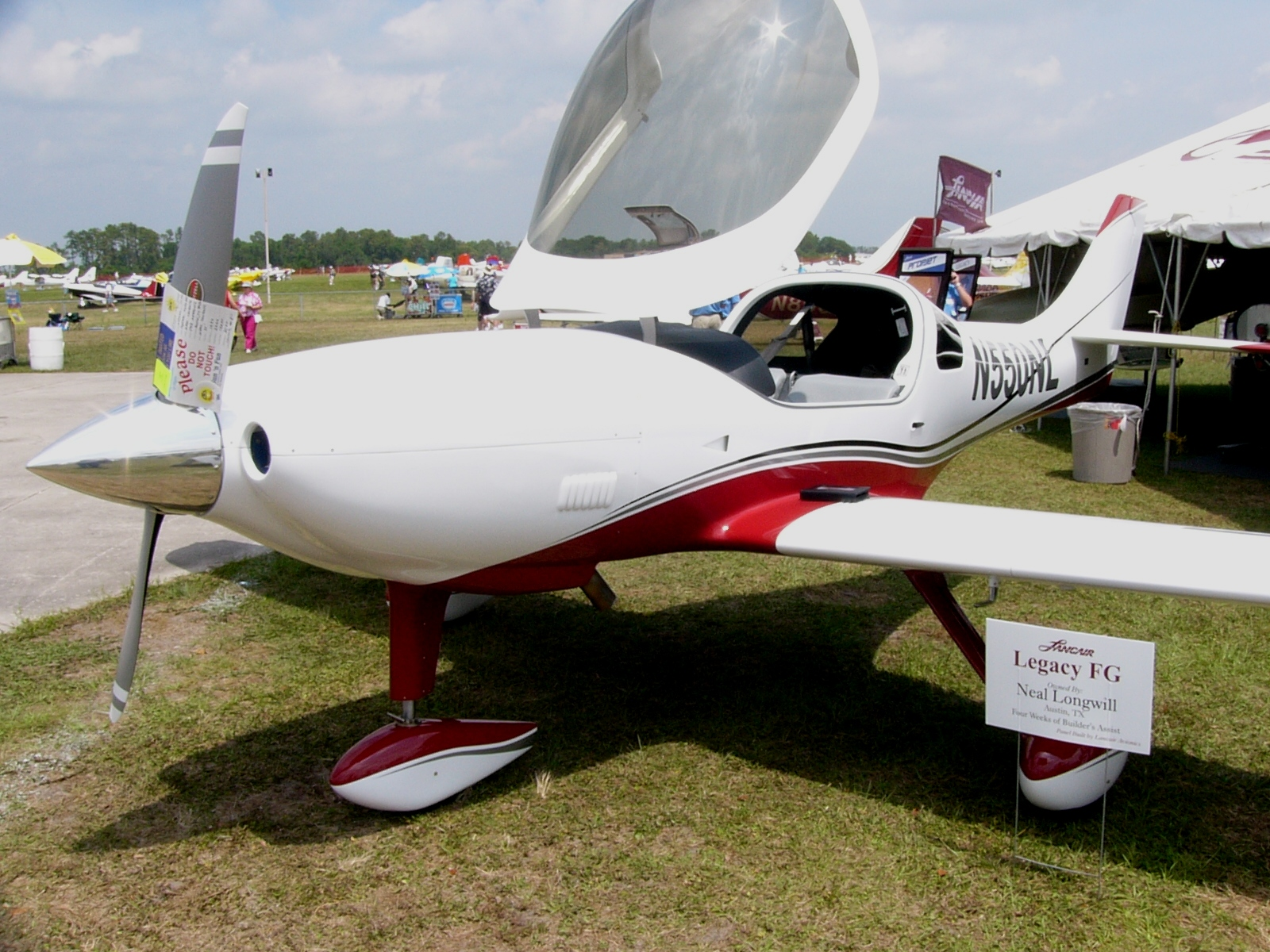
Lancair Legacy FG

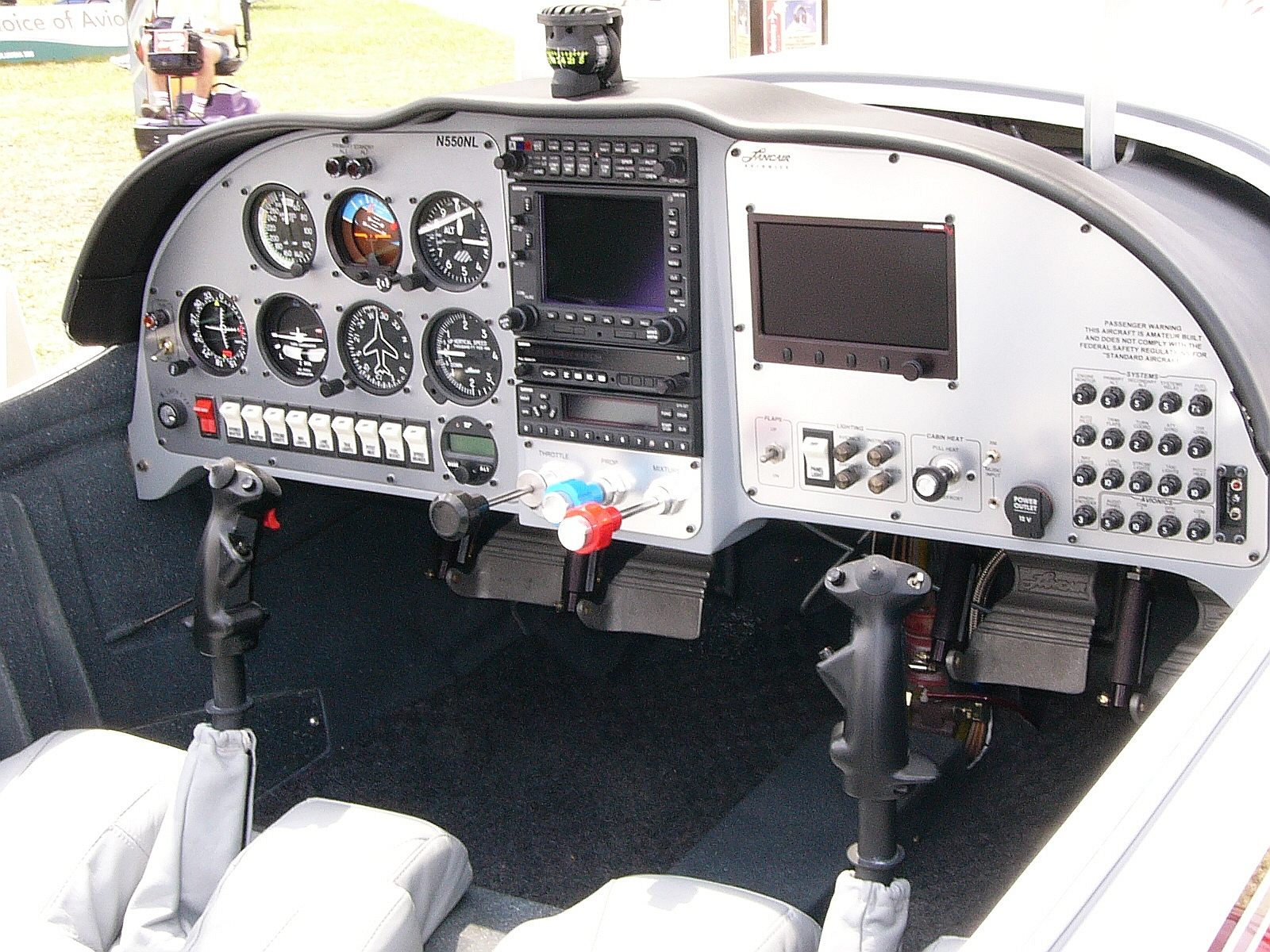
Cockpit einer Legacy FG

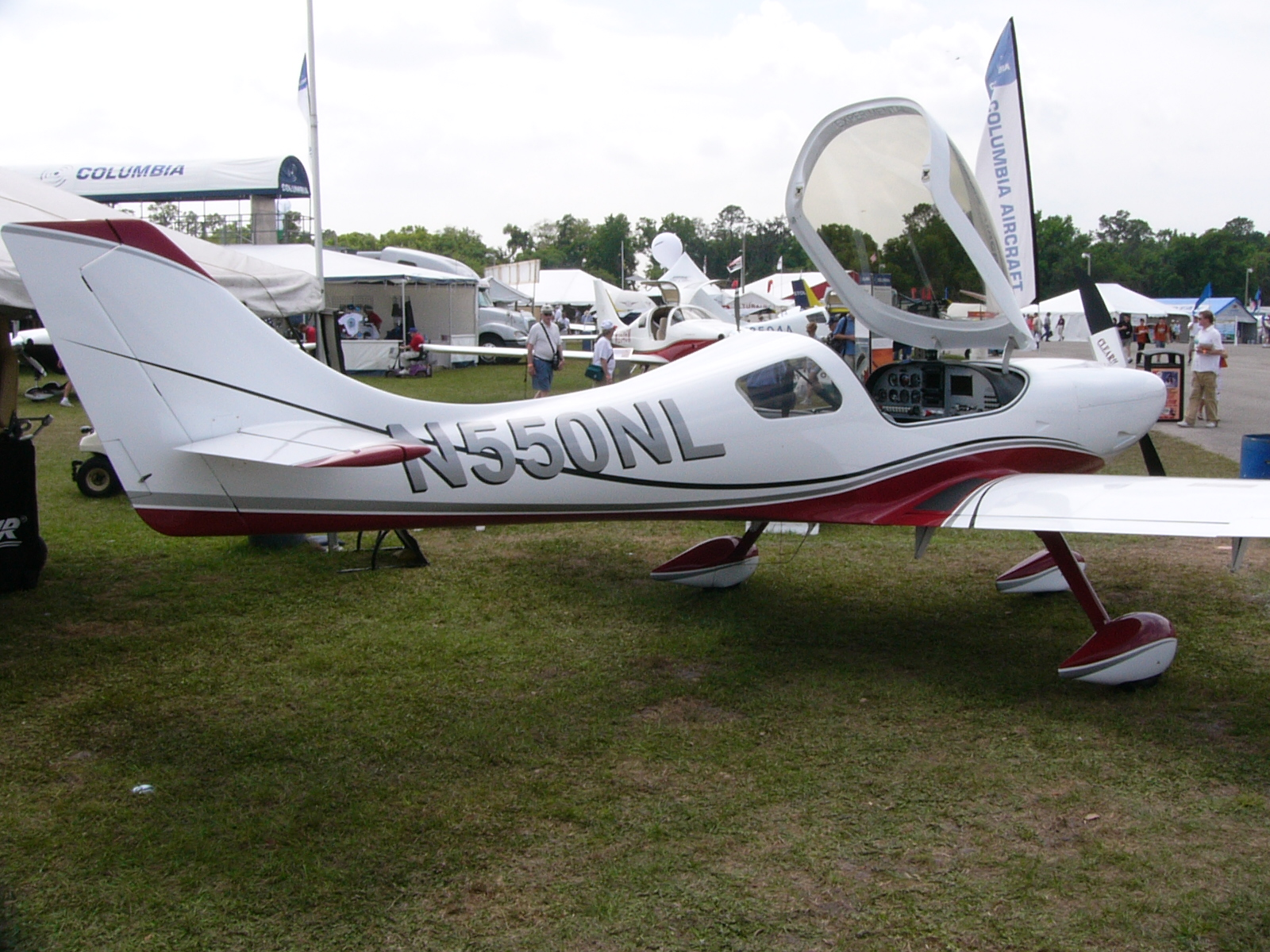
Legacy FG

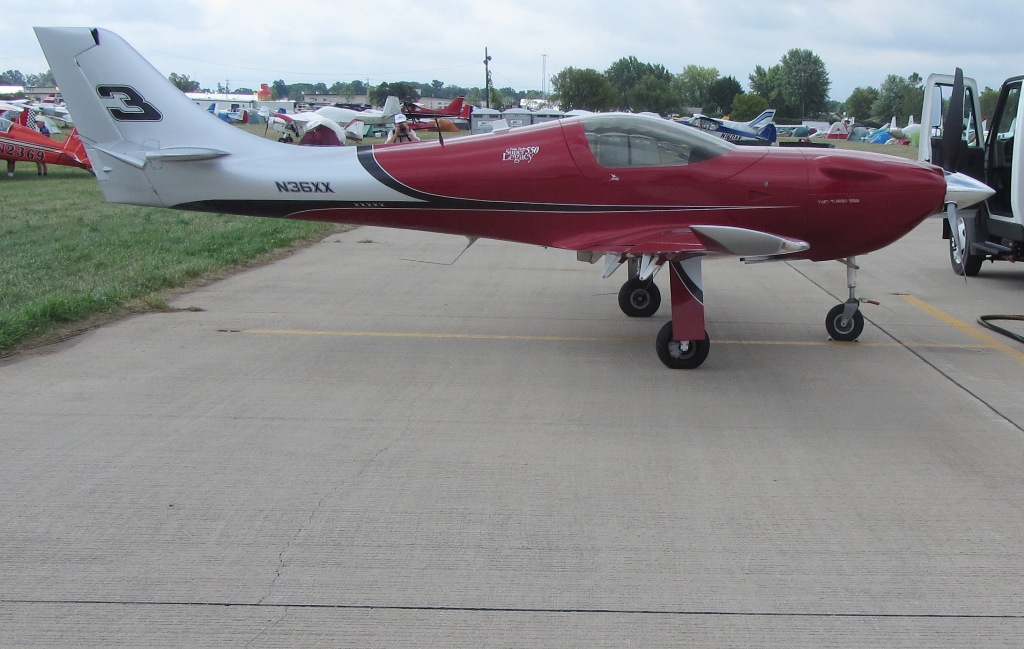
Lancair Super Legacy 550 Twin Turbo

Die Lancair Legacy ist eine modernisierte Version der Lancair 320. Der zweisitzige Tiefdecker verfügt über ein Einziehfahrwerk und besteht vollständig aus GFK. Er wird als Bausatz von dem US-amerikanischen Hersteller Lancair produziert. 2011 lag der Katalogpreis bei 71.500 US-Dollar.

## Entwicklung und Konstruktion
Die Legacy ist ein einmotoriger, zweisitziger, freitragender Tiefdecker mit festem oder einziehbarem Bugradfahrwerk. Das Cockpit wird von einer Vollsichthaube abgedeckt.
Das Flugzeug besteht aus vakuumgeformten Kompositbauteilen. Die Tragflächen mit einer Spannweite von 7,8 Metern besitzen ein Cole-GC10-Profil an der Wurzel und ein Cole-GC11-Profil an den Spitzen. Sie haben eine Flügelfläche von 7,6 Quadratmetern und verfügen über Landeklappen. In der Legacy können verschiedene Triebwerke mit Leistungen zwischen 200 PS (147 kW) und 310 PS (228 kW) verbaut werden. Das Standardtriebwerk ist ein 310 PS (228 kW) starker Continental IO-550, aber auch kleinere Viertaktmotoren wie der Lycoming IO-360 mit 200 PS (147 kW) können verwendet werden.
In den Jahren 2012, 2013, 2014 und 2016 gewannen vier verschiedene Legacys die Auszeichnung Grand Champion Kit Built auf dem EAA AirVenture in Oshkosh.
Im Mai 2016 kündigte Lancair an, die Produktion neuer Legacy-Bausätze einzustellen, da beträchtliche Investitionen nötig wären, um die Produktion fortzusetzen. 2017 verkaufte das Unternehmen das Produkt an Mark und Conrad Huffstutler, die es weiterhin unter dem Namen Lancair International LLC in Uvalde, Texas produzieren.

## Versionen

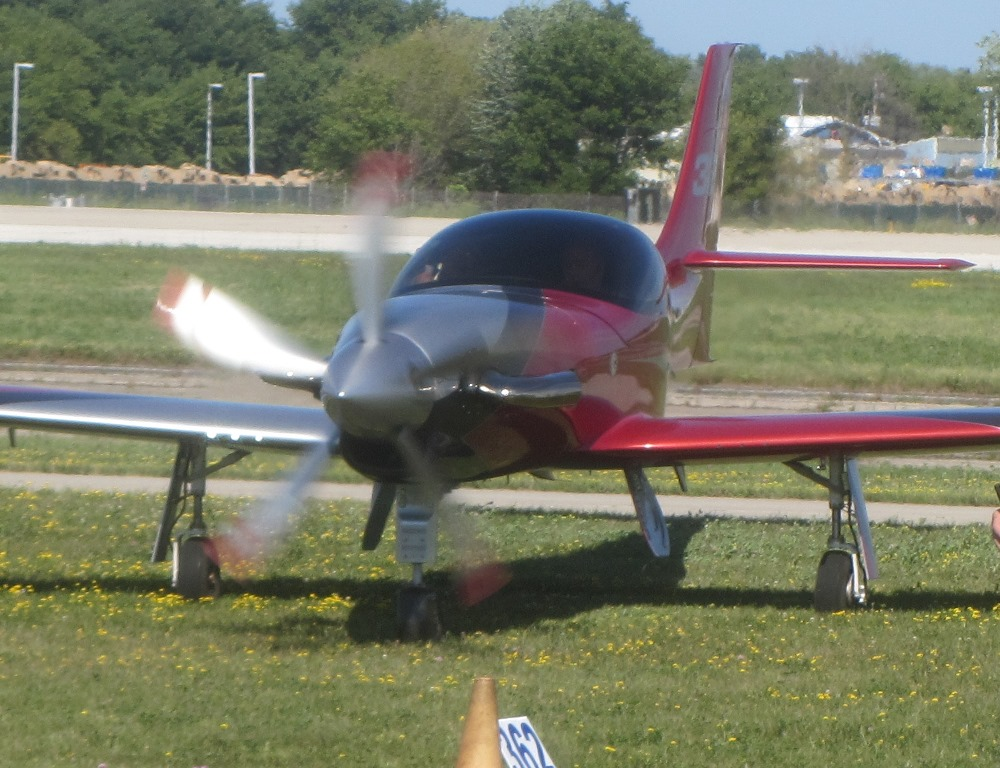
Turbine Lancair Legacy

Legacy RG 550
Version mit Einziehfahrwerk
Legacy FG 390 and FG 550
Version mit starrem Fahrwerk und Lycoming IO-390 oder Continental IO-550
Legacy Turboprop
Ein einziges Modell wurde unter dem Namen Turbulence gebaut
CIAC T-90 Calima
Lizenzbau von CIAC in Kolumbien für die Kolumbianische Luftwaffe

## Modifizierungen
Im Jahr 2009 bestellte die Kolumbianische Luftwaffe fünfundzwanzig Exemplare von modifizierten Legacy FG, um sie als Schulflugzeuge einzusetzen. Die Maschinen verfügen über fünfzehn Prozent mehr Flügelfläche, Verstärkungen an den Flügelvorderkanten und eine Kielflosse, um zusammen mit einem veränderten Leitwerk Stabilität und Flugeigenschaften bei geringen Geschwindigkeiten zu verbessern. Die Flugzeuge, ursprünglich Lancair Synergy bezeichnet, wurden als Bausätze nach Kolumbien geliefert und als CIAC T-90 Calima von der mitentwickelnden CIAC–Corporación de la Industria Aeronáutica Colombiana S.A. fertiggestellt. Ihren Erstflug hatte die Synergy im September 2010.

## Technische Daten
| Kenngröße            | Daten     |
| -------------------- | --------- |
| Besatzung            | 1         |
| Passagiere           | 1         |
| Länge                | 6,71 m    |
| Spannweite           | 7,77 m    |
| Flügelfläche         | 7,66 m²   |
| Flügelstreckung      | 7,95      |
| Leermasse            | 680 kg    |
| max. Startmasse      | 998 kg    |
| Reisegeschwindigkeit | 240 kn    |
| Dienstgipfelhöhe     | 18.000 ft |
| Reichweite           | 1.000 NM  |